# Atlanta's Olympic Glory
Atlanta's Olympic Glory è un film documentario del 1997 sulle Olimpiadi di Atlanta 1996 diretto dal regista statunitense Bud Greenspan. Il film è stato proiettato in prima visione sul canale televisivo Public Broadcasting Service il 17 dicembre 1997.
Vincitore di un Premio Emmy nel 1998 per le musiche di Lee Holdridge.

## Trama
Descrizione cronologica del dramma e delle performance degli atleti alle Olimpiadi estive di Atlanta 1996. Dai record del mondo di Michael Johnson al canto del cigno (con quarta vittoria consecutiva nel salto in lungo), di Carl Lewis.